# 1802
| Calendário gregoriano                                                        | 1802 MDCCCII                        |
| Ab urbe condita                                                              | 2555                                |
| Calendário arménio                                                           | 1251 – 1252                         |
| Calendário bahá'í                                                            | -42 – -41                           |
| Calendário budista                                                           | 2346                                |
| Calendário chinês                                                            | 4498 – 4499 Início a 3 de fevereiro |
| Calendário copta                                                             | 1518 – 1519                         |
| Calendário etíope                                                            | 1794 – 1795                         |
| Calendários hindus - Vikram Samvat - Calendário nacional indiano - Cáli Iuga | 1857 – 1858 1723 – 1724 4902 – 4903 |
| Calendário Holoceno                                                          | 11802                               |
| Calendário islâmico                                                          | 1217 – 1218                         |
| Calendário judaico                                                           | 5562 – 5563                         |
| Calendário persa                                                             | 1180 – 1181 Início a 21 de março    |
| Calendário rúnico                                                            | 2052                                |
| Calendário solar tailandês                                                   | 2345                                |

1802 (MDCCCII, na numeração romana) foi um ano comum do século XIX do actual Calendário Gregoriano, da Era de Cristo, composto por 52 semanas, que teve início numa sexta-feira e terminou também numa sexta-feira. A sua letra dominical foi C.
| Ano completo                       |
| ---------------------------------- |
| Ano comum com início à sexta-feira |

## Eventos

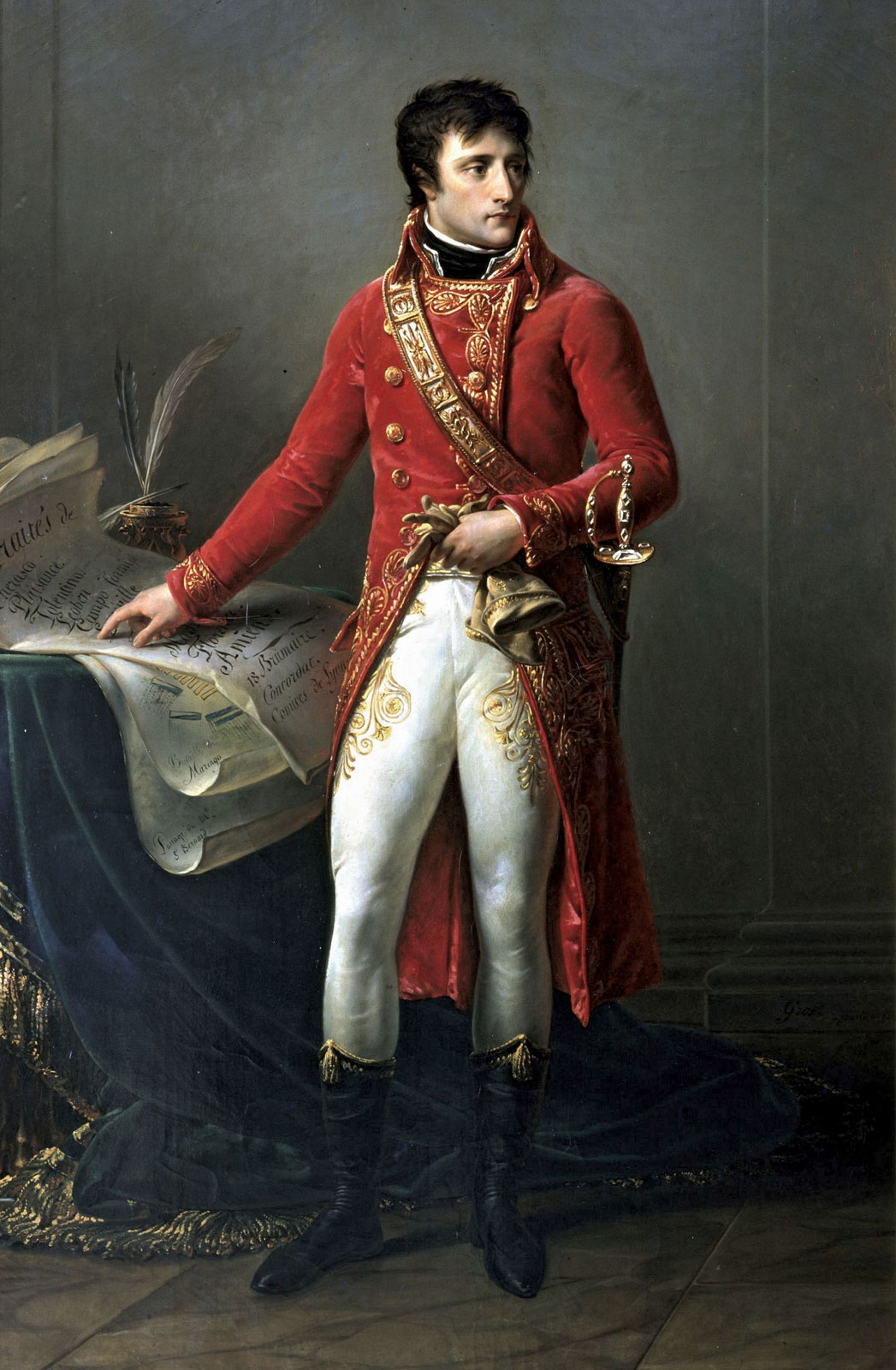
Bonaparte, Primeiro Cônsul, quadro de Antoine-Jean Gros

- Estima-se que nesse ano a população mundial ultrapassou 1 000 milhões * de habitantes.
- 25 de março — Assinado o Tratado de Amiens, acordo de paz entre a França e o Reino Unido.[1]
- 28 de março — O astrónomo Heinrich Olbers descobre o asteroide 2 Palas,[2] o segundo descoberto pelo homem.
- 2 de agosto — Napoleão Bonaparte é confirmado no cargo vitalício de Primeiro Cônsul da República Francesa num referendo popular.

## Nascimentos
- 16 de fevereiro — Phineas Parkhurst Quimby, pioneiro das ideias que deram origem ao Movimento do Novo Pensamento (m. 1866).
- 19 de fevereiro — Wilhelm Matthias Naeff, Presidente da Confederação Helvética em 1853 (m. 1881).
- 26 de fevereiro — Victor Hugo, poeta francês.
- 24 de julho — Alexandre Dumas, romancista francês (m.1870).
- 26 de julho — Mariano Arista, político e militar mexicano (m. 1855).
- 31 de julho — Benedikt Waldeck, político alemão (m. 1870).
- 5 de agosto — Niels Henrik Abel, matemático norueguês (m. 1829).
- 19 de setembro — Lajos Kossuth, político húngaro (m. 1884).
- 15 de outubro — Louis-Eugène Cavaignac, político francês (m. 1857).
- 26 de outubro — Rei Miguel I de Portugal (m. 1866).

## Mortes
- 18 de abril — Erasmus Darwin, médico inglês (n. 1731).
- 11 de outubro — André Michaux, botânico e explorador francês (n. 1746).
- 9 de novembro — Thomas Girtin, artista inglês (n. 1775).

## Por tema
- 1802 na arte
- 1802 no Brasil
- 1802 na ciência
- 1802 na literatura
- 1802 na música
- 1802 na política

- Commons
- Wikiquote